# Suore domenicane della Congregazione di San Domenico
Le suore domenicane della Congregazione di San Domenico, dette di Blauvelt (in inglese Dominican Sisters of the Congregation of Saint Dominic), sono un istituto religioso femminile di diritto diocesano.

## Storia
Nel 1878 una comunità di domenicane provenienti dalla casa di Newburgh, sotto la guida di madre Anna Maria Sammon, si stabilì a Blauvelt per aprirvi un orfanotrofio. Nel 1880 il convento, con l'approvazione dell'arcivescovo, si rese autonomo dalla casa-madre e il 1º ottobre 1890 il loro Asylum of the Sisters of Saint Dominic ottenne il riconoscimento civile.
L'istituto è aggregato all'ordine dei frati predicatori dal 21 novembre 1924.
Le suore estesero gradualmente il loro apostolato dalla cura degli orfani all'insegnamento nelle scuole parrocchiali: nel 1913 assunsero la direzione della Lavelle School for the Blind, un istituto cattolico per ciechi, e nel 1942 alla loro congregazione si unì la comunità di domenicane che dirigeva il Saint Joseph's Hospital di Kingston, in Giamaica. Nel 1952 istituirono un senior college riconosciuto dalle autorità civili nel 1958.

## Attività e diffusione
Le suore si dedicano all'apostolato educativo e alla cura di orfani e ammalati.
La sede generalizia è a Blauvelt.
Nel 1970 l'istituto contava 477 religiose professe e 40 case.